# Ivo Tijardović
Ivo Tijardovic (prononciation croate: [ǐːʋo tǐjaːrdoʋit͡ɕ]), né le 18 septembre 1895 à Split et décédé le 19 mars 1976 à Zagreb est un compositeur, écrivain et peintre croate. Membre du Front de libération nationale unitaire (Jedinstveni narodnooslobodilački front), il est le 47e maire de Split, au cours de la Seconde Guerre mondiale pendant l'occupation de la ville par l'Italie fasciste. Il fait partie de la résistance clandestine mis en place par les partisans yougoslaves de Josip Broz Tito.

## Biographie
Iva Tijardovic est né à Split, qui faisait alors partie du royaume de Dalmatie en Autriche-Hongrie. Il étudie la musique à Split et à Vienne, où il étudie aussi l'architecture. Il est diplômé de l'école d'art dramatique de Zagreb en 1922. Il travaille ensuite comme chef d'orchestre et scénographe au Théâtre municipal de Split, de 1922 à 1929, avant de rejoindre, de 1929 à 1933, le département de musique de la société d'enregistrement Edison Bell Penkala à Zagreb. De retour à Split, il devient directeur et metteur en scène du Théâtre national croate. Il est le chef de l'Orchestre symphonique d’État (futur Orchestre philharmonique de Zagreb).
En tant que compositeur, il est influence par le folklore et la musique nationale, en particulier de sa région natale de Dalmatie. Il compose huit opérettes, dont les plus connus sont Mala Floramye (Petite Floramye) et Splitski Akvarel (Aquarelle de Split), qui évoque la magie de Split entre les deux guerres mondiales. Ses opéras traitent de thèmes historiques. Il peint également et travaille comme illustrateur, dans le style Art déco.
Pendant la Seconde Guerre mondiale, lorsque Split est annexée et occupée par l'Italie fasciste, Ivo Tijardovic rejoint le Front de libération nationale unitaire (Jedinstveni narodnooslobodilački front, JNOF), l'organisation principale du mouvement de résistance des Partisans yougoslaves. Il est très actif dans gouvernement intérimaire de résistance de la ville, le Comité de Libération Nationale (Narodnooslobodilački odbor, BNO). Le 15 mai 1942, il devient maire de Split, poste qu'il occupe jusqu'en septembre 1943
La même année, il quitte la ville et rejoint les partisans dans le maquis. Pendant le reste de la guerre, il est membre du Parlement croate, le ZAVNOH, et Président du Comité de Libération Nationale régional pour la Dalmatie. Pendant cette période, il reprend la vieille chanson patriotique de Split, Marjane, Marjane, qui devient rapidement l'hymne de la ville dans la version qu'il publie. Il y retourne après la libération en 1944, et revitalise la vie musicale et théâtrale.
Ivo Tijardović meurt à Zagreb, en Croatie, dans l'ex-Yougoslavie, à l'âge de 81 ans.

## Œuvres principales (musique)
- Opérettes
  - Pierrot Ilo, 1922 Split
  - Mala Floramye, 1926 Split
  - Splitski Akvarel, 1928 Split
  - Zapovijed maršala Marmonta, 1929 Split
  - Jurek i Štefek, 1931 Zagreb
- Comédies musicales
  - Katarina Velika, 1929 Zagreb
- Opéras
  - Dimnjaci uz Jadran, 1951 Zagreb
  - Marko Polo, 1960 Zagreb
  - Dioklecijan, 1963 Zagreb